# Zapasy na Letnich Igrzyskach Olimpijskich 1968 – kategoria do 63 kg w stylu wolnym
Zmagania mężczyzn do 63 kg to jedna z ośmiu męskich konkurencji w zapasach w stylu wolnym rozgrywanych podczas Letnich Igrzysk Olimpijskich 1968. Pojedynki w tej kategorii wagowej odbyły się w dniach 17 – 20 października.
Punktacja opierała się na systemie "złych punktów karnych". Zwycięzca otrzymywał zero punktów za wygraną przez "tusz" (łopatki) lub dyskwalifikację; pół punktu za przewagę techniczną, a jeden za zwycięstwo na punkty. Dwa punkty przyznawano za remis, a dwa i pół za remis i pasywność. Za porażkę na punkty zawodnik otrzymywał trzy punkty. Przegrana przez przewagę techniczną skutkowała 3,5 punktami karnymi, a za łopatki lub dyskwalifikację przyznawano 4 punkty karne. Uzyskanie sześciu lub więcej punktów eliminowało zapaśnika z turnieju. Najlepsza trójka walczyła w rundzie finałowej. 

## Klasyfikacja[1]
| Pozycja | Nazwisko               | Kraj              |
| ------- | ---------------------- | ----------------- |
| 1       | Masaaki Kaneko         | Japonia           |
| 2       | Enju Todorow           | Bułgaria          |
| 3       | Szamseddin Abbasi      | Iran              |
| 4       | Nikos Karypidis        | Grecja            |
| 5       | Petre Coman            | Rumunia           |
| 6       | Elkan Tedejew          | ZSRR              |
| 7       | Ismail Al-Karaghouli   | Irak              |
| 7       | Vehbi Akdağ            | Turcja            |
| 9       | Choi Jeong-hyeok       | Korea Południowa  |
| 10      | József Rusznyák        | Węgry             |
| 11      | José Ramos             | Kuba              |
| 12      | Cedendambyn Nacagdordż | Mongolia          |
| 13      | Josef Engel            | Czechosłowacja    |
| 14      | Mohammad Ebrahimi      | Afganistan        |
| 15      | Pat Bolger             | Kanada            |
| 15      | Hans Luczak            | NRD               |
| 17      | Onesimo Rufino         | Dominikana        |
| 17      | Tadeusz Godyń          | Polska            |
| 19      | John McCourtney        | Wielka Brytania   |
| 20      | José Luis García       | Gwatemala         |
| 20      | Gabriel Ruz            | Meksyk            |
| 20      | Antonio Senosa         | Filipiny          |
| 23      | Bobby Douglas          | Stany Zjednoczone |

## Wyniki

### Pierwsza runda[2]
| Zwycięzca              | Punkty karne | Wynik     | Przegrany         | Punkty karne |
| ---------------------- | ------------ | --------- | ----------------- | ------------ |
| Vehbi Akdağ            | 1            | Na punkty | Hans Luczak       | 3            |
| Szamseddin Abbasi      | 1            | Na punkty | Bobby Douglas     | 3            |
| Elkan Tedejew          | 1            | Na punkty | Mohammad Ebrahimi | 3            |
| Cedendambyn Nacagdordż | 1            | Na punkty | Tadeusz Godyń     | 3            |
| Masaaki Kaneko         | 0            | Łopatki   | Gabriel Ruz       | 4            |
| Choi Jeong-hyeok       | 0            | Łopatki   | Onesimo Rufino    | 4            |
| Petre Coman            | 0,5          | Przewaga  | John McCourtney   | 3,5          |
| József Rusznyák        | 1            | Na punkty | Pat Bolger        | 3            |
| Enju Todorow           | 0            | Łopatki   | José Ramos        | 4            |
| Ismail Al-Karaghouli   | 0            | Łopatki   | José Luis García  | 4            |
| Nikos Karypidis        | 0            | Łopatki   | Antonio Senosa    | 4            |
| Josef Engel            | 0            | Bez walki |                   |              |

### Druga runda[3]
| Zwycięzca         | Punkty karne | Wynik       | Przegrany              | Punkty karne |
| ----------------- | ------------ | ----------- | ---------------------- | ------------ |
| Vehbi Akdağ       | 2            | Na punkty   | Josef Engel            | 3            |
| Szamseddin Abbasi | 1,5          | Przewaga    | Hans Luczak            | 6,5          |
| Elkan Tedejew     | 1            | Łopatki     | Tadeusz Godyń          | 7            |
| Mohammad Ebrahimi | 5            | Remis       | Cedendambyn Nacagdordż | 3            |
| Masaaki Kaneko    | 0            | Łopatki     | Onesimo Rufino         | 8            |
| Choi Jeong-hyeok  | 1            | Na punkty   | Gabriel Ruz            | 7            |
| Petre Coman       | 1            | Przewaga    | Pat Bolger             | 6,5          |
| József Rusznyák   | 1            | Łopatki     | John McCourtney        | 7,5          |
| Enju Todorow      | 0,5          | Przewaga    | Ismail Al-Karaghouli   | 3,5          |
| José Ramos        | 4            | Łopatki     | Antonio Senosa         | 8            |
| Nikos Karypidis   | 0            | Łopatki     | José Luis García       | 8            |
| Bobby Douglas     | -            | Wycofał się |                        |              |

### Trzecia runda[4]
| Zwycięzca            | Punkty karne | Wynik       | Przegrany              | Punkty karne |
| -------------------- | ------------ | ----------- | ---------------------- | ------------ |
| Szamseddin Abbasi    | 1,5          | Łopatki     | Josef Engel            | 7            |
| Vehbi Akdağ          | 4            | Remis       | Elkan Tedejew          | 3            |
| Masaaki Kaneko       | 0,5          | Przewaga    | Cedendambyn Nacagdordż | 6,5          |
| Petre Coman          | 2            | Na punkty   | Choi Jeong-hyeok       | 4            |
| Enju Todorow         | 1            | Przewaga    | József Rusznyák        | 4,5          |
| Ismail Al-Karaghouli | 5,5          | Remis       | José Ramos             | 6            |
| Nikos Karypidis      | 0            | Bez walki   |                        |              |
| Mohammad Ebrahimi    | -            | Wycofał się |                        |              |

### Czwarta runda[5]
| Zwycięzca            | Punkty karne | Wynik     | Przegrany        | Punkty karne |
| -------------------- | ------------ | --------- | ---------------- | ------------ |
| Nikos Karypidis      | 2,5          | Remis     | Vehbi Akdağ      | 6,5          |
| Szamseddin Abbasi    | 2,5          | Na punkty | Elkan Tedejew    | 6            |
| Masaaki Kaneko       | 0,5          | Łopatki   | Choi Jeong-hyeok | 8            |
| Enju Todorow         | 2            | Na punkty | Petre Coman      | 5            |
| Ismail Al-Karaghouli | 6,5          | Na punkty | József Rusznyák  | 7,5          |

### Piąta runda[6]
| Zwycięzca         | Punkty karne | Wynik     | Przegrany       | Punkty karne |
| ----------------- | ------------ | --------- | --------------- | ------------ |
| Szamseddin Abbasi | 2,5          | Łopatki   | Nikos Karypidis | 6,5          |
| Masaaki Kaneko    | 1,5          | Na punkty | Petre Coman     | 8            |
| Enju Todorow      | 2            | Bez walki |                 |              |

### Runda finałowa
| Zwycięzca      | Punkty karne | Wynik     | Przegrany         | Punkty karne |
| -------------- | ------------ | --------- | ----------------- | ------------ |
| Enju Todorow   | 2            | Remis     | Szamseddin Abbasi | 2            |
| Masaaki Kaneko | 2,5          | Remis     | Enju Todorow      | 4,5          |
| Masaaki Kaneko | 3,5          | Na punkty | Szamseddin Abbasi | 5            |